# András Kállay-Saunders
András Kállay-Saunders (* 28. Januar 1985 in New York), auch Kállay Saunders genannt, ist ein ungarisch-US-amerikanischer Popsänger.

## Karriere
András Kállay-Saunders begleitete schon in jungen Jahren seinen Vater, den E-Bassisten Fernando Saunders (u. a. bei Lou Reed, Heart) auf Tourneen. 2011 verweilte er in Ungarn, hauptsächlich um Zeit mit seiner erkrankten Großmutter zu verbringen. In jenem Jahr nahm er an der TV2-Talentshow Megasztár teil, wo er den vierten Platz erreichte. Danach erschienen mehrere Singles auf dem ungarischen Plattenmarkt.
Er vertrat Ungarn beim Eurovision Song Contest 2014 im dänischen Kopenhagen mit dem Popsong Running, nachdem er sich bei der Vorentscheidung A Dal 2014 am 22. Februar gegen sieben Mitbewerber durchsetzen konnte. Er belegte im Finale des Eurovision Song Contest den fünften Platz. 2019 nahm er mit seiner Band The Middletonz erneut an A Dal teil.

## Diskografie
Singles
- 2010: Csak Veled
- 2012: I Love You
- 2012: Tonight (feat. Rebstar)
- 2013: My Baby
- 2013: Play My Song (feat. Rebstar)
- 2014: Running
- 2014: Juliet
- 2015: Victory
- 2015: Faded
- 2015: Young
- 2016: Who We Are
- 2016: #Grind
- 2016: 17